# 南盐湖城 (犹他州)
南盐湖城（英文：South Salt Lake），是美国犹他州盐湖县下属的一座城市。建市于 不明年份年，面积大约为6.94平方英里（18平方公里），海拔约为4,225英尺（1,288米）。根据2010年美国人口普查，该市有人口23,617人。